# Ichneumon flavipes
Ichneumon flavipes là một loài tò vò trong họ Ichneumonidae.